# Internet à Taïwan
 (mars 2014).
 (février 2021).
Si vous disposez d'ouvrages ou d'articles de référence ou si vous connaissez des sites web de qualité traitant du thème abordé ici, merci de compléter l'article en donnant les références utiles à sa vérifiabilité et en les liant à la section « Notes et références ».
En 2003, Taïwan comptait 22 548 000 habitants dont 11 602 000 internautes.
Le prix moyen pour 20 h de connexion est de 6 € ; le DAI, indice de la capacité des individus d'un pays donné à accéder aux technologies de l'information et de la communication, y est de 0,79.
Dans le classement des pays connectés à Internet, Taïwan apparaît dans les dix premiers.
Taïwan souffre de relations compliquées avec la république populaire de Chine avec qui elle n'a pas eu de contact diplomatiques depuis les événements de 1949. Malgré les difficultés de cette situation politique, les autorités de Taïwan respectent la liberté d'expression.

## Septembre 2003
Le gouvernement taïwanais a découvert un projet des autorités de la République populaire de Chine (RPC) visant à attaquer des sites officiels de l'île. 
La RPC a implanté sur des serveurs, notamment sur le site de   la police nationale, des programmes de type « cheval de Troie ». 
Les chevaux de Troie permettent à distance, d'exécuter des commandes. Le  troyens peuvent servir à endommager un système informatique ou à récupérer des informations confidentielles. Ces logiciels étaient présents bien que n'ayant pas  récupéré d'informations.
Taïwan a reçu des courriers électroniques infectés de virus informatiques, en provenance de RPC. La Strait Exchange Foundation, organisme taïwanais chargé de collaborer avec la RPC sur des problématiques techniques, a dû demander à la RPC l'identification des pirates.

## Mars 2004
Depuis la RPC, des pirates ont attaqué un site du ministère des Finances. Ceci s'est produit après l'élection présidentielle de mars 2004 où Chen Shui-bian a été élu. 
Les pirates ont diffusé sur ce site un message pour critiquer les (résultats des) élections et pour dénoncer un référendum sur l'indépendance de Taïwan.